# Ensemble commémoratif de Šušnjar
L'ensemble commémoratif de Šušnjar est situé en Bosnie-Herzégovine, sur le territoire du village de Kruhari et dans la municipalité de Sanski Most. Conçu dans les années 1970, il est inscrit sur la liste des monuments nationaux de Bosnie-Herzégovine.